# Bá Giám
Bá Giám ( chữ Hán: 柏鉴 ), hay còn gọi là Bá Dẫm là một nhân vật trong tiểu thuyết thần thoại Phong Thần Diễn Nghĩa. 

## Thân thế
Bá Giám vốn là Nguyên soái dưới quyền của Hoàng Đế , khi thất bại dưới tay của Xi Vưu, ông bị nhấn chìm xuống biển Bắc. Ông thành linh hồn lang thang hàng ngàn năm, không thể thoát khỏi biển đau khổ. Sau đó, Nguyên Thủy Thiên Tôn dạn Bá Giám hãy chờ Khương Tử Nha, người nắm giữ Bảng Phong Thần. Khi gặp Khương Tử Nha, Bá Giám được Khương Tử Nha cứu, trở lại nguyên hình và ông được phong làm người canh giữ việc xây dựng Đài phong thần cùng với Ngũ Quỷ ( Năm con quỷ trước kia bị Khương Tử Nha thu phục ). Khi Khương Tử Nha vâng sắc Phong Thần, Bá Giám dùng cờ Hạnh Huyền, gọi các linh hồn lên đài để phong thần.

## Phong Thần
Bá Giám là vị thần đầu tiên được phong thần, đứng đầu trong 365 vị thần. Tử Nha gọi ông lên đài và đọc sắc:
"Bá Giám xưa là Nguyên soái của Huỳnh Ðế, vâng lịnh đánh Xi vưu trước cũng lập công nhiều phen, sau bị chết nơi biển Bắc, hồn trung lạnh lẻo cũng khá thương, chừng gặp Khương Thượng đem về giữ đài Phong Thần, có công tiếp dẫn, nay phong chức là Thanh Phước thần, đứng đầu tám bộ gồm 365 vị."
Bá Giám được phong chức Thanh Phước Thần, lên trời giữ chức vụ chờ ngày đầu thai.